# Hans Weisbrod (Politiker)
Hans Weisbrod (* 25. Oktober 1889 in Kaiserslautern; † 1970) war ein deutscher Politiker und Oberbürgermeister von Kaiserslautern.

## Leben
Er war ein Sohn des Amtsgerichtssekretärs Michael Weisbrod und wuchs in Pirmasens auf. Nach dem Abitur am Wilhelmsgymnasium München trat er 1908 in die bayerische Armee ein und tat dort aktiven Dienst als Fahnenjunker und Offizier. Infolge eines Unfalls 1912 trat er aus der Armee aus und begann im gleichen Jahr das Studium der Rechtswissenschaften.
Bei Ausbruch des Ersten Weltkriegs unterbrach er sein Studium, da er wieder als Offizier einberufen wurde. Nach Kriegsende nahm Weisbrod das Studium 1918 wieder auf und schloss es 1921 mit dem Staatsexamen und der Doktorprüfung als Dr. jur. ab. Aufgrund der Verpflichtung zum Wehrdienst wurde diese jedoch auf 1917 vorgezogen. Noch im gleichen Jahr wurde er Regierungsassessor in München, im Anschluss Bezirksamtmann in Pfarrkirchen. In dieser Funktion kam er 1925 zurück in die Pfalz nach Landau. 1927 wurde er zum Rechtsrat der Stadt Kaiserslautern ernannt.
Dort wurde er im Mai 1932 zum Oberbürgermeister gewählt. Am 4. April 1933 lösten die Nationalsozialisten sämtliche Arbeiter-, Kultur- und Sportvereine auf und am 27. April, auf der ersten Stadtratssitzung nach der Machtergreifung, wurden die sozialdemokratischen Mandatsträger mit den Worten „Verschwinden Sie also ...“ aus dem Saal gejagt. Bürgermeister Weisbrod, der das hätte verhindern können, schwieg, nicht nur zu der Willkür der Nazis. Im Folgenden biederte er sich mit einer Rede an, in der unter anderem folgender Satz zu hören war: „... Unser Volk erlebt in diesem Jahr einen Frühling, der seinesgleichen in der Geschichte sucht und es ist, als wollte die Natur, der ein März voll Licht und Wärme erschienen ist, wetteifern mit dem Erblühen in unseren Herzen.“ Folgerichtig trat er kurze Zeit später in die Sturmabteilung ein und wurde auch gleich Truppführer; aufgrund seiner „Anpassungsfähigkeit“ konnte er bis 1938 Bürgermeister von Kaiserslautern bleiben und schied erst am 26. April 1938 angeblich infolge politischer Differenzen aus seinem Amt. Bereits am 22. Juni 1938 verließ er Kaiserslautern und zog nach München-Bogenhausen.
Ab 1939 arbeitete Weisbrod beim Heeresversorgungsamt Hamburg. Bei Ausbruch des Zweiten Weltkriegs ließ er sich erneut reaktivieren und tat als Offizier, zuletzt als Oberst, im Oberkommando der Wehrmacht Dienst. Von 1945 bis März 1946 war er in Kriegsgefangenschaft, 1949 wurde er als „Mitläufer“ eingestuft. Er zog wieder nach München und lebte dort bis zu seinem Tod bei seiner ledigen Schwester.